# سید حسن فیروزآبادی
سیّد حسن آقایی فیروزآبادی (۱۴ بهمن ۱۳۲۹ – ۱۲ شهریور ۱۴۰۰) نظامی و پزشک ایرانی بود. وی در سال ۱۳۵۹ مدرک دکترای پزشکی خود را از دانشگاه علوم پزشکی مشهد دریافت کرده و سپس در دولت محمدعلی رجایی ریاست جمعیت هلال احمر جمهوری اسلامی ایران را عهده‌دار شد و از مرداد ۱۳۶۱ با حکم میرحسین موسوی به عنوان عضو شورای مرکزی جهاد سازندگی منصوب شد. او در طول دوران جنگ، به‌عنوان معاون امور دفاعی نخست‌وزیر و عضو قرارگاه مرکزی خاتم‌الانبیا (به عنوان نهاد بالادستی برای هماهنگ‌کردن فرماندهی جنگ توسط ارتش، سپاه و جهادسازندگی) بود. وی سپس در فاصله سال‌های ۱۳۶۸ تا ۱۳۹۵ به مدت ۲۷ سال ریاست ستاد کل نیروهای مسلح جمهوری اسلامی ایران را برعهده داشت و همزمان به عنوان عضو مجمع تشخیص مصلحت نظام نیز منصوب شد. وی در تاریخ ۱۲ شهریور ۱۴۰۰ بر اثر بیماری کرونا درگذشت.
او در سال ۱۳۷۴ به درجه سرلشکری رسید. وی سابقه ۳۰۰ روز حضور در جبهه و ۸۰ ماه مسئولیت پشتیبانی داشته است. وی در قرارگاه مرکزی خاتم‌الانبیا که زیر نظر هاشمی رفسنجانی به عنوان فرمانده جنگ تأسیس گردیده بود، در سمت مسئول هماهنگی وزارتخانه‌ها و قرارگاه فعالیت می‌کرده است. از دیگر سمت‌های وی در دوران جنگ شامل: جانشینی نخست‌وزیر در قرارگاه مرکزی خاتم‌الانبیاء، ستاد امداد و درمان جنگ کشور، امور پناهگاه‌ها و دفاع غیرعامل، پدافند شیمیایی، میکروبی و هسته‌ای، مهندسی صنعتی جنگ، کمیته ساخت موشک زمین به زمین بوده است. فیروزآبادی عضو بازنشسته هیئت علمی دانشگاه علوم پزشکی تهران در رشته پزشکی هسته‌ای بود.
پس از ۲۷ سال، سرلشکر محمد باقری جایگزین وی شد. او پیشتر هم در جایگاه مشاور عالی فرماندهی کل نیروهای مسلح مشغول به فعالیت بود.
اتحادیه اروپا در ۱۸ مهر ۱۳۹۰ (۱۰ اکتبر ۲۰۱۱) فیروزآبادی را به اتهام نقشی که در نقض گسترده حقوق شهروندان ایرانی داشته، تحریم کرد.

## زندگی

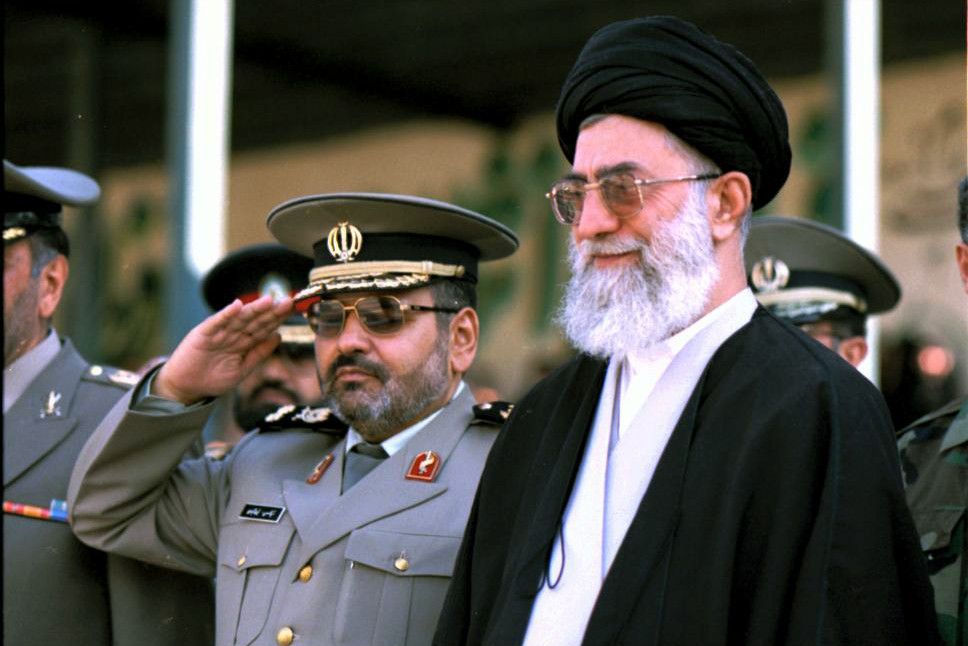
سیدحسن فیروزآبادی (نفر سمت چپ) در مراسم دانش‌آموختگی دانشجویان دانشگاه علوم انتظامی امین (سال ۱۳۷۹)

سیّد حسن فیروزآبادی در سال ۱۳۳۰ در روستای مال آباد مشهد، در خانواده‌ای مذهبی و از پدر و مادری که اهل فیروزآباد یزد بودند زاده شد. وی دوران تحصیلات ابتدایی را در مدارس شرق مشهد گذراند و دوران دبیرستان را نیز در دبیرستان نصرت‌الملک ملکی تحصیل کرد. فیروزآبادی تحصیلات خود را تا مقطع دکتری در دانشگاه فردوسی مشهد گذراند و در سال ۱۳۵۹ فارغ‌التحصیل شد.
فیروزآبادی از سال ۱۳۶۴ به معاونت امور دفاعی نخست‌وزیری منصوب شد و در مدت ۸ ساله جنگ ایران و عراق نیز مسئولیت‌هایی نظیر جانشینی نخست‌وزیر در قرارگاه مرکزی خاتم‌الانبیاء، ستاد امداد و درمان جنگ کشور، امور پناهگاه‌ها و دفاع غیرعامل، پدافند شیمیایی، میکروبی و هسته‌ای، مهندسی صنعتی جنگ و کمیته ساخت موشک زمین به زمین، را برعهده داشت. پس از پایان جنگ در تاریخ ۴ مهر ۱۳۶۸، سیدعلی خامنه‌ای وی را به ریاست ستاد فرماندهی کل قوا منصوب نمود. پس از گذشت بیش از یک سال از انتصاب فیروزآبادی، در دی‌ماه ۱۳۷۰ بنا بر فرمان رهبر جمهوری اسلامی، «ستاد فرماندهی کل قوا» به «ستاد کل نیروهای مسلح» تغییر نام داد و رئیس این ستاد از شخصیت حقوقی «رئیس ستاد فرماندهی کل نیروهای مسلح» مندرج در اصل صد و هفتاد و ششم قانون اساسی (اصل مربوط به شورای عالی امنیت ملی) برخوردار شد. در فروردین ماه ۱۳۷۴ حسن فیروزآبادی، به همراه ۹ سال ارشدیت، درجه سرلشکری دریافت کرد.
وی در ۸ تیرماه ۱۳۹۵ از این مقام کنار گذاشته شد و محمدحسین باقری جایگزین او شد. برخی علت این برکناری را مشکلات سلامتی حسن فیروزآبادی می‌دانند. همچنین در گمانه‌زنی دیگری سایت محافظه‌کار «تابناک» نزدیک به محسن رضایی از برکناری حسن فیروزآبادی از ریاست ستاد کل نیروهای مسلح به خاطر حمایت از توافق‌نامه «برجام» خبر داده است.

## پس از انقلاب
سوابق و مسئولیت‌هایی که فیروزآبادی بعد از وقوع انقلاب در ایران داشته است:
- عضو هیئت مؤسس جهاد سازندگی خراسان
- عضو هیئت علمی دانشگاه تهران
- مسئول جمعیت هلال احمر جمهوری اسلامی ایران (۱۳۶۰)
- عضو شورای مرکزی جهاد سازندگی (۱۳۶۱)
- معاون امور دفاعی نخست‌وزیر (۱۳۶۴)
- جانشین نخست‌وزیر در قرارگاه مرکزی خاتم‌الانبیا
- مسوول ستاد امداد و درمان جنگ
- مسوول امور پناهگاه‌ها و دفاع غیر عامل
- دبیر کمیسیون مهندسی صنعتی جنگ دولت و مسوول کمیته ساخت موشک زمین به زمین
- مسوول کمیته تحقیقات مهندسی صنعتی جنگ
- جانشین رئیس ستاد فرماندهی کل قوا
- رئیس ستاد کل نیروهای مسلح از ۱۳۶۸ تا ۱۳۹۵
- عضو شورای عالی امنیت ملی از بدو تأسیس تا سال ۱۳۹۵
- عضو مجمع تشخیص مصلحت نظام
- عضو بسیج مستضعفین
- عضو هیئت علمی دانشگاه علوم پزشکی تهران
- عضو هیئت علمی دانشگاه علوم پزشکی بقیةالله
- رئیس هیئت امنای دانشگاه عالی دفاع ملی
- عضو هیئت تحریریه مجله علمی کوثر[۱۷]

## مواضع سیاسی
وی پس از آنکه علی لاریجانی رئیس مجلس هشتم خبر از دریافت نامه‌ای از کنگره آمریکا و بررسی آن داد، طی سخنانی گفت: «آفتی که امروز و در این مقطع زمانی انقلاب را تهدید می‌کند آن است که آمریکایی‌ها پیام می‌دهند و کسانی اینجا می‌گویند ما پیام آمریکایی‌ها را بررسی می‌کنیم.»

### مدون کردن اندیشه‌های احمدی‌نژاد
نهاد ریاست جمهوری اقدام به تشکیل ستادی برای نظارت بر تدوین آثار و اندیشه‌های محمود احمدی‌نژاد کرده بود، فیروزآبادی نیز در مهر ۱۳۸۷ خواستار تدوین اندیشه‌های وی و افزودن غنای علمی کشور شد. وی گفت:
 افکار و اندیشه‌های دکتر احمدی‌نژاد، رئیس‌جمهور کشورمان دارای جنبه‌های راهبردی حائز اهمیتی است و لذا وظیفه علما و اندیشمندان و استادان دانشگاه‌ها و به ویژه دانشگاه عالی دفاع ملی است که این افکار را مدون کنند و به غنای علمی کشور بیفزایند از آنجا که یکی از مبانی اصلی ساختار مدیریتی نظام ما در چارچوب حرکت‌های ارزشی عدالت‌خواهانه و توجه ویژه به قشرها آسیب‌پذیر و محرومین بنا شده است، در این قسمت نیز افکار و اندیشه‌های راهبردی احمدی‌نژاد از ظرفیت‌های بالایی در راستای پیشبرد امور انقلاب برخوردار است و باید به گونه‌ای طراحی شود که مدیران، برنامه‌ریزان و سیاست‌گذاران کشور برنامه‌های خود را در راستای همین نگاه نو پایه‌گذاری و هماهنگ کنند.

### حمایت از احمدی‌نژاد
وی همچنین در سخنانی که انتقاد اکثر کاندیدهای انتخابات ریاست جمهوری را برانگیخت با دفاع از تداوم ریاست جمهوری احمدی‌نژاد گفت:
حالا بعضی‌ها معتقدند این فاصله‌ای که گروه‌هایی از سیاست‌مداران بین دولت و مردم انداختند موفق بوده و توانسته‌اند نظر مردم را جلب کنند؛ بنابراین در این انتخابات ریاست‌جمهوری، می‌توانند یک کاندیدای ریاست جمهوری جدید معرفی کنند و مسئله‌احمدی‌نژاد را تمام کنند؛ ولی این اتفاق نمی‌افتد، اشتباه می‌کنند، یعنی همان اشتباهی را که قبلاً کرده بودند باعث شده بود که مردم دنبال یک کاندیدای جدید بگردند، اصلاً پدیده خاتمی هم همین بود. مردم به خاطر شعارهای او بیست و دو میلیون رای ندادند بلکه مردم به شعارهای خاتمی فقط به خاطر فرد جدید رای دادند و دو دوره هم مردم به وی فرصت دادند، شاید به خواست‌های ملت توجه شود اما متأسفانه مأیوس شدند. بعد خاتمی نتوانست و آمدند مواردی را مطرح کردند که حالا خود ایشان هم دارد به آن چیزها انتقاد می‌کند، که‌اشتباه‌بود.
وی همچنین پیشنهاد ایجاد دولت وحدت ملی را که توسط برخی از گروه‌های سیاسی مطرح شده بود تقبیح کرد.

### انتقاد از احمدی‌نژاد
در اواخر کار دولت دهم، حسن فیروزآبادی به یکی از منتقدان جدی دولت محمود احمدی‌نژاد تبدیل شد. او در ۲۴ فروردین ۱۳۹۲، رسماً اقدام تحویل پرچم و نماد ملی کشور از سوی محمود احمدی‌نژاد به اسفندیار رحیم مشایی در سمنان را غیرقابل توجیه خواند و همگان را به هوشیاری هرچه بیشتر در آستانه انتخابات یازدهمین دوره ریاست جمهوری دعوت کرد. او همچنین در ۳ اردیبهشت ۱۳۹۲، سخنان احمدی‌نژاد در خوزستان را که اعلام کرده بود به او گفته‌اند: «اگر رویت را زیاد کنی، پدرت را درمی‌آوریم.» به شدت مورد انتقاد قرار داده و گفت: «جوسازی مقام محترم رئیس‌جمهوری، آقای دکتر احمدی‌نژاد در سفر به استان خوزستان غیرقابل قبول و مایه تشویش اذهان عمومی است. ملت ایران نشان داده است که همه خواستار عدالت بوده و شهدای این ملت فدائیان عدالت هستند، لذا امیدواریم ایشان به این گفتمان خاتمه دهند.»

### حمایت از روحانی
در ۱۷ مرداد ۱۳۹۲، چند روز پیش از بررسی کابینه دولت یازدهم در مجلس شورای اسلامی، حسن فیروزآبادی برای اولین بار رسماً حمایت خود و نیروهای مسلح از دولت را اعلام کرد و حمایت مجلس از تشکیل دولت را انتظار مردم از قوه مقننه برشمرد.
فیروزآبادی همچنین در ۳ مهر ۱۳۹۲، پس از سخنرانی حسن روحانی در مجمع عمومی سازمان ملل، سخنرانی روحانی در سازمان ملل را درخشش عقلانیت روحانیت شیعه در سازمان ملل خواند. فیروزآبادی بار دیگر در ۱۳ آبان ۱۳۹۲ از مذاکره کنندگان هسته‌ای اعلام حمایت کرد. در ۲۹ اردیبهشت ۱۳۹۳، فیروزآبادی در دفاعی تمام قد از روحانی و دولت یازدهم گفت: «بعضی اخبار بی‌ارزش و تفرقه‌انگیز هستند، بعضی‌ها هم شایعه، تهمت و بی‌مبنا هستند. من خطی و سیاسی عرض نمی‌کنم، حتی رسانه‌هایی که به نوعی به نیروهای مسلح مرتبطند خطا می‌کنند. برابر مشی و منویات رهبری حرکت نمی‌کنند باید روش‌شان را اصلاح کنند والا ما با آن‌ها برخورد می‌کنیم.» او همچنین اظهار داشت: «باید به وجود رئیس‌جمهوری چون روحانی افتخار کنیم و همه همتمان را صرف پشتیبانی از دولت نماییم.»

### حمایت از برجام
در ۱۶ فروردین ۱۳۹۴ و پس از پایان مذاکرات لوزان، فیروزآبادی موفقیت تیم مذاکره‌کننده هسته‌ای را به رهبر جمهوری اسلامی تبریک گفت. این اقدام او انتقادات اصولگرایان را برانگیخت. از جمله وب‌سایت رجانیوز، نزدیک به جبهه پایداری، نوشت که از فیروزآبادی انتظار می‌رود به‌عنوان نماد قوه قاهره نظام به بدبینانه‌ترین زوایای یک توافق بین‌المللی بپردازد و جایگاه او اقتضا می‌کند که کوچکترین احتمالات برای ناامن شدن کشور را مسدود کند، اما جابجایی نقش‌ها و تلاش برای دیدن خوشبینانه‌ترین وجوه توافق، از سوی رئیس ستاد کل نیروهای مسلح، امری است که قطعاً مغایر با جایگاه سازمانی جناب فیروزآبادی تحلیل خواهد شد و از آن برداشت ذوق‌زدگی کل نظام دربارهٔ یک توافق غیرقابل دفاع در مجامع بین‌المللی صورت می‌گیرد.
این وب‌سایت نزدیک به جبهه پایداری، به پیام تبریک فیروزآبادی به خامنه‌ای پس از توافق لوزان نیز اشاره کرده است. اما خامنه‌ای چند روز بعد -بدون نام بردن از فیروزآبادی- گفت: «اینکه حالا تبریک می‌گویند، به بنده تبریک می‌گویند، به دیگران تبریک می‌گویند، بی‌معنی است، چه تبریکی؟»

## کاهش مدت سربازی
پس از تصویب طرح کاهش خدمت سربازی به ۱۸ ماه، در مجلس اصلاح‌طلب دوره ششم، فیروزآبادی طی نامه‌ای به رئیس وقت مجلس، به شدت با این طرح مخالفت کرد و مدعی شد که باعث تضعیف نیروهای مسلح می‌شود. وی در این نامه نوشت:
کاهش مدت خدمت به ۱۸ ماه موجب افزایش نیاز به سرباز تا سالانه ۷۴٫۸۸۰۰ نفر خواهد شد، که با توجه به آمار و بررسی‌های ستاد کل، در هیچ زمانی در آینده این تعداد مشمول به خدمت اعزام نخواهد شد، ملاحظه می‌فرمایید که نیروهای مسلح با کمبود سرباز در انجام مأموریت‌ها مواجه خواهد شد.
اما تنها چند ماه بعد؛ بلافاصله پس از آنکه انتخابات مجلس هفتم با رد صلاحیت گسترده اصلاح‌طلبان و تبدیل اکثریت آنان به اقلیت ضعیف در مجلس، توسط شورای نگهبان صورت گرفت، فیروزآبادی برای کاهش خدمت سربازی پیش‌قدم شد و با تأیید رهبر جمهوری اسلامی، مدت دوره خدمت سربازی، کاهش یافت.

## تحریم اتحادیه اروپا
اتحادیه اروپا طی تصمیم مورخ ۱۸ مهر ۱۳۹۰ (۱۰ اکتبر ۲۰۱۱) شمار ۲۹ مقام ایرانی از جمله سیدحسن فیروز آبادی را به اتهام نقشی که در نقض گسترده حقوق شهروندان ایرانی داشته‌اند، از ورود به کشورهای این اتحادیه محروم کرد. کلیه دارایی‌های احتمالی این مقامات نیز در اروپا توقیف گردید.

## اتهام نقض حقوق بشر
در سال ۱۳۸۱ از سوی فرماندهی کل ستاد نیروهای مسلح، نامه‌ای «خیلی محرمانه» به بسیاری از نهادهای نظامی و امنیتی کشور، از جمله وزارت اطلاعات، فرمانده کل سپاه پاسداران، فرمانده نیروهای مقاومت بسیج سپاه پاسداران و فرمانده نیروی انتظامی ارسال شد. در این نامه حسن فیروزآبادی با استناد به دستور علی خامنه‌ای، از کلیه این نهادها می‌خواهد، گزارش جامع و کاملی از کلیه فعالیت‌های فرقه بهائی اعم از سیاسی، اقتصادی، اجتماعی و فرهنگی، جهت شناسایی کلیه افراد این فرقه، تهیه و به ستاد کل نیروهای مسلح ارسال دارند. صدور چنین دستورالعمل‌ها و دستورهایی اختیار کامل به نهادهای نظامی و امنیتی کشور برای تهدید، کنترل آزادی‌های فردی و اجتماعی بهائیان، اعطا می‌کند، که منع از کسب و کار و داشتن شغل از مصادیق بارز نقض این حقوق است.
سیدحسن فیروز آبادی همچنین عضو شورای عالی امنیت ملی است که شامل فرماندهان نظامی بوده و مسئولیت هدایت و نظارت بر شاخه‌های نظامی کشور شامل نیروهای حفاظت از انقلاب اسلامی و پلیس را برعهده دارد.

## ویلای لواسان
هشتم آذرماه سال ۱۳۹۶، جنبش عدالتخواه دانشجویی در نامه‌ای به ستاد اجرایی فرمان امام، پیگیری ویلای لواسان که در اختیار سرلشکر فیروزآبادی بود را در دستور کار قرار داد. این اتحادیه، در تاریخ مذکور نامه‌ای را به ریاست ستاد اجرایی ارسال کرد. پس از ارسال نامه، ریاست ستاد اجرایی فرمان امام، بیان کرد که موضوع تخلیه ویلای مذکور از گذشته پیگیری می‌شده است تا آن‌جا که رهبری سال ۱۳۹۲ حکم به تخلیه آن داده‌اند. بعد از نامهٔ جنبش عدالتخواه دانشجویی به ستاد اجرایی، نامهٔ جنبش را همراه با نامه‌ای از ستاد به رهبری ارسال کردند و دوباره رهبر انقلاب بر روی نامه ستاد پارافی مبنی بر تخلیه ویلای مزبور می‌نویسند.
محمدجواد معتمدی، دبیر جنبش عدالتخواه دانشجویی طی مصاحبه‌ای اعلام کرد: «آقای فیروزآبادی گفته بود اواخر اردیبهشت ۱۳۹۷ ویلای لواسان را تخلیه می‌کند، ولی نکرده است».
غلامحسین اسماعیلی، رئیس کل دادگستری استان تهران در مصاحبه مطبوعاتی خود در ۲۹ خرداد ۱۳۹۷ اعلام کرد: «دادخواستی از ستاد اجرایی مبنی بر رفع تصرف از این ملک به حوزه قضایی لواسان واصل شده است که دستور اکید صادر کرده بودم که در صورت وصول چنین تقاضایی با سرعت و دقت رسیدگی صورت گیرد».
حسن فیروزآبادی در واکنش به این خبر اعلام کرد «سند تحویل محلی در لواسان، که به دستور مقام معظم رهبری به اینجانب تحویل شده است را منتشر می‌کنم. ضمناً اینجانب از هیچ مرجعی، حکمی ولایی، قانونی یا قضایی برای تخلیه دریافت نکردم. این محل ۲۲ سال به عنوان دفتر فوق سریِ رئیس ستاد کل استفاده می‌شده است».
۳۰ خرداد ۱۳۹۷، فیروزآبادی در توئیتر خود نوشت: «در تماس اینجانب با دفتر نظامی رهبر معظم انقلاب، دستور تخلیه محل دریافت شد. بلافاصله به ستاد اجرایی آمادگی برای تحویل در اسرع وقت اعلام گردید».

## درگذشت
حسن فیروزآبادی، در تاریخ ۱۲ شهریور ۱۴۰۰ و در سن ۷۰ سالگی بر اثر ابتلا به بیماری کرونا درگذشت.

## آثار و نوشته‌ها
- اصالت روحانیت و حوزه علمیه در قرآن و مکتب امام عصر-انتشارات اسوه-۱۳۸۷
- انتظار امام عصر (عج)-بنیاد حفظ آثار و نشر ارزش‌های دفاع مقدس
- تولید علم و جنبش نرم‌افزاری
- اقتدار علمی اقتدار ملی-انتشارات دانشگاه دفاع ملی
- گنجینه دل-خاطرات-بنیاد حفظ آثار و ارزشهای دفاع مقدس
- مجموعه مقالات و سخنرانی ها-بنیاد حفظ آثار و ارزشهای دفاع مقدس
- چشم‌انداز عزت با شکوه مسلمانان (ارکان و بنیان‌های استقرار و تعالی وحدت اسلامی)